# Hôtel de Ville (La Ferté-sous-Jouarre)

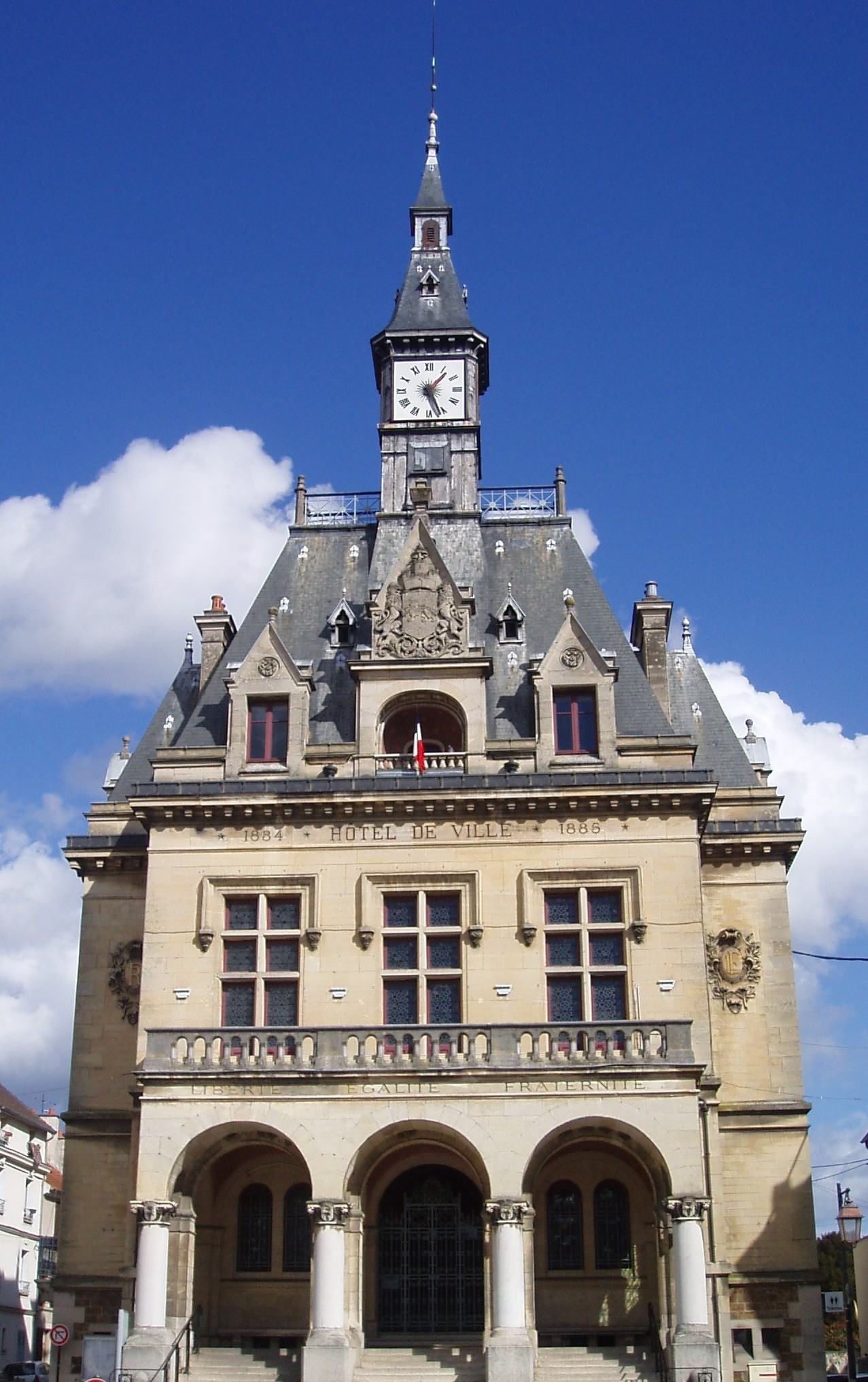
Hôtel de Ville in La Ferté-sous-Jouarre

Das Hôtel de Ville (deutsch Rathaus) in La Ferté-sous-Jouarre, einer französischen Gemeinde im Département Seine-et-Marne in der Region Île-de-France, wurde 1885 errichtet. Das Hôtel de Ville am Place de l'Hôtel de Ville wurde nach Plänen des Architekten Paul Héneux erbaut.
Das zweigeschossige Gebäude mit einem mächtigen Mittelrisalit an der Hauptfassade ist über eine mehrstufige Freitreppe, die zu drei Rundbogeneingängen führt, erschlossen. Im Risalit sind drei Eingänge und darüber befindet sich im ersten Geschoss der Sitzungssaal. Auf dem Dach sitzt ein Glockenturm mit Uhr.